# О смерти Синфьётли
«О сме́рти Синфьётли» (исл. Frá dauða Sinfjötla) — одно из сказаний древнескандинавского «Королевского кодекса», входящее в состав «Старшей Эдды». Его причисляют к «песням о героях».
«О смерти Синфьётли» представляет собой короткий прозаический текст в составе Второй Песни о Хельги Убийце Хундинга, рассказывающий о судьбе одного из сыновей конунга Сигмунда из рода Вёльсунгов; он имеет параллели в «Саге о Вёльсунгах». Синфьётли убил брата своей мачехи, Боргхильд, и за это был ею отравлен. Дважды поданный сыну яд выпивал Сигмунд, нечувствительный к отраве, но на третий раз он сказал Синфьётли: «Выпей, сын!». По одной версии, он так поступил, потому что был пьян, по другой, он рассчитывал, что яд осядет на усах Синфьётли. Тот выпил и сразу умер. Сигмунд унёс тело на руках к далёкому фьорду, где «какой-то человек» в небольшой ладье (Один) взялся перевезти Синфьётли на другой берег. «Человек оттолкнул ладью и сразу же исчез».
Исследователи видят в истории о Синфьётли и Одине параллели с легендой о переправе смертельно раненного короля Артура на остров Авалон. Их внимание привлёк тот факт, что братоубийца Синфьётли попал в Валгаллу, тогда как его брату Сигурду уготовано безрадостное царство мёртвых Хель.